# Roberto Martínez Zavalía
Roberto Martínez Zavalía (1959-2021) fue un ingeniero agrónomo y empresario argentino que participó primero como dirigente agropecuario, en el área social social, y  finalmente como dirigente político en Tucumán. Fue egresado de la Universidad Nacional de Tucumán.

## Empresario
Este Empresario es miembro de las familias tradicionales de la provincia, administró junto a su padre de nombre homónimo la empresa familiar dedicada a la actividad agropecuaria hasta que en 1990 creó su propia Empresa de comercialización de agroquimicos, semillas y producción agrícola-ganadera. Fue Presidente de la Sociedad Rural de Tucumán del 2000 al 2003, director de la EEOC y es miembro CREA desde 1989. Pionero en la introducción de la siembra directa en Tucumán, realizó numerosos viajes y cursos de capacitación en su formación técnica y empresaria. En el área social es socio fundador del Banco de alimentos de Tucumán y participò de la Red de Responsabilidad social creada en la provincia en 2001.

## Político
Incursiónó en la política en 2003 al presentarse como candidato a intendente del municipio de Yerba Buena, por medio de una coalición política integrada por el ARI, Recrear, UCR y otros partidos, resultó elegido. Trabajó con el programa Auditoría Ciudadana por donde se comunicaba a los vecinos, por distintos medios, el origen de los ingresos y el destino de los egresos de su administración. Decidió no presentarse a la reelección en 2007, argumentado que su compromiso era por cuatro años, que no vino a perpetuarse en un cargo público, que ya hizo su aporte[cita requerida], y que otros Empresarios y actores de la sociedad civil deberían involucrarse para poder cambiar el concepto de hacer política, también admitió que si bien aprendió mucho de la función pública, también le dejó mucho sinsabores. Su mayor decepción fue la hipocrecia que hay en muchas personas de la ciudadanía, y el no haber podido instalar en la sociedad el concepto y la obligación de que el que gobierne lo haga con transparencia y austeridad.
En 2006 fue elegido Convencional Constituyente en la Reforma de la Constitución Provincial donde se destacó con el proyecto de despolitizar la comformacion del CAM y del Juri de Enjuiciamento. 
El 31 de octubre de 2007 es nombrado Presidente del Ente Tucumán Turismo, cargo al cual renunció el 22 de marzo de 2008, por no estar de acuerdo con las políticas agropecuarias del Gobierno Nacional.
Actualmente el presidente del Ente Tucumán Turismo es Bernardo Racedo Aragón.
Falleció a causa de coronavirus en el año 2021.

## Político social
Actualmente Martínez Zavalía es presidente de Tucumán Rugby Club, desde el año 2012. La web del club es www.tucumanrugby.org.ar